# Megachile leeuwinensis
Megachile leeuwinensis is een vliesvleugelig insect uit de familie Megachilidae. De wetenschappelijke naam van de soort is voor het eerst geldig gepubliceerd in 1915 door Meade-Waldo.